# Seguro de Responsabilidad Civil para Directores y Administradores
El seguro de responsabilidad civil para directores y administradores (también denominado seguro de responsabilidad civil de administradores y directivos; a menudo denominado D&O, por sus siglas en inglés) es un seguro de responsabilidad civil pagadero a los administradores y directivos de una empresa, o a la propia organización, como indemnización (reembolso) por pérdidas o adelanto de los costes de defensa en caso de que un asegurado sufra una pérdida como resultado de una acción legal iniciada por presuntos actos ilícitos en su calidad de administradores y directivos. Dicha cobertura puede extenderse a los gastos de defensa derivados de investigaciones o juicios penales y reglamentarios; de hecho, a menudo se interponen simultáneamente acciones civiles y penales contra directores y directivos. Sin embargo, las pólizas de D&O no suelen cubrir los actos ilegales intencionados.
Se ha asociado estrechamente con un seguro de responsabilidad de gestión más amplio, que cubre las responsabilidades de la propia empresa, así como las responsabilidades personales de los directores y funcionarios de la empresa.

## Antecedentes
El seguro está estrechamente relacionado con el gobierno corporativo, el derecho de sociedades y el deber fiduciario para con los accionistas u otros beneficiarios. En virtud de la regla del criterio de negocios (business judgment rule) de Estados Unidos, los consejeros y directivos gozan de amplia discrecionalidad en sus actividades empresariales. En Estados Unidos, el derecho de sociedades suele ser de ámbito estatal; las empresas suelen estar domiciliadas en Delaware (según una estimación, el 97% de las empresas estadounidenses están domiciliadas en su estado de origen o en Delaware) debido a su desarrollado derecho de sociedades y a sus ventajas fiscales. Las empresas que cotizan en bolsa están sujetas a más reclamaciones federales, en particular debido a la Ley de Valores de 1933 y a la Ley del Mercado de Valores de 1934.

### Indemnización corporativa
En Estados Unidos, los estatutos suelen incluir una cláusula de indemnización que exime a los directivos de toda responsabilidad por las pérdidas que se produzcan debido a su función en la empresa. El seguro contratado suele ser adicional a esta indemnización corporativa, o reembolsa a la sociedad. En algunos estados, las empresas pueden estar obligadas a indemnizar a los directores y directivos para animar a la gente a ocupar esos puestos y, en la mayoría de los casos, las empresas tienen la opción de indemnizar a sus directivos. Sin embargo, en algunos casos la empresa puede tener explícitamente prohibido indemnizar a dicho director o funcionario. Las responsabilidades que no son indemnizadas por la corporación están potencialmente cubiertas por ciertos tipos de seguros D&O (particularmente las pólizas Side-A Broad Form DIC).

### Breve reseña histórica
El seguro fue comercializado por primera vez en los años 30 por Lloyd's, pero en los 60 el volumen vendido era "insignificante". Las empresas empezaron a permitir la indemnización corporativa en los años 40 y 50, y la "manía de las fusiones" de los 60 fue seguida de costosos litigios. En los años 80, Estados Unidos experimentó una "crisis de D&O" junto con la crisis general de la responsabilidad civil, con un aumento de las primas, una menor disponibilidad y numerosas cláusulas de exclusión adicionales en la póliza de seguro. Debido a los cambios en las leyes de valores en los años 60, el seguro se vendió principalmente para las preocupaciones de los consejeros y directivos de "protección financiera personal" (protección de los activos personales en lugar de los corporativos), pero las coberturas han evolucionado de forma que se consideran tanto la indemnización personal como la corporativa. La decisión de 1995 del Noveno Circuito en Nordstrom, Inc. v. Chubb & Son, Inc. dio lugar al énfasis en la cobertura de la cara C (entidad corporativa). La decisión resolvió un "problema de asignación" sobre cómo repartir los costes entre los asegurados individuales, ya que normalmente la empresa no estaba asegurada, mientras que los individuos sí lo estaban. No existe un formulario estándar de D&O, pero todos comparten un esquema similar. En 2007 Rumanía modificó su ley de sociedades, haciendo obligatorio el seguro de D&O. Rumanía es el único país de la UE en el que el seguro de D&O es obligatorio.

## Coberturas
En la póliza "tradicional" de D&O aplicada a las "empresas públicas" (aquellas cuyos valores cotizan en las bolsas de valores nacionales, etc.), hay tres cláusulas de seguro. Estas cláusulas de seguro se denominan Lado A, o "no indemnizado"; Lado B, o "indemnizado"; y Lado C, o "cobertura de valores de la entidad". Las pólizas D&O también pueden incluir una cláusula adicional Lado-D, que prevé un sublímite para la cobertura de los gastos de investigación relacionados con una demanda derivada de un accionista. En detalle, las cláusulas de cobertura establecen lo siguiente:
- El Lado A ofrece cobertura a los administradores y directivos individuales cuando no son indemnizados por la empresa como resultado de la legislación estatal o la incapacidad financiera de la empresa; sin embargo, pueden aplicarse exclusiones si una empresa simplemente se niega a pagar la defensa jurídica/pérdida de un administrador o directivo, o si un tribunal de quiebras emite una orden que impida dicha indemnización.
- El Lado B ofrece cobertura a la empresa (organizaciones) cuando indemniza a los administradores y directivos (reembolso corporativo).
- El lado C ofrece cobertura a la propia sociedad (organizaciones) frente a demandas por valores presentadas contra ella (NOTA: la cobertura de demandas por valores sólo se aplica a las sociedades que cotizan en bolsa y a las grandes empresas privadas; las pequeñas empresas privadas pueden obtener una cobertura de "entidad" más amplia).

Se puede obtener una cobertura más amplia para los consejeros y directivos individuales mediante una póliza DIC ("Diferencia de Condiciones") de Forma Amplia Side-A, adquirida no sólo para proporcionar una cobertura Side-A adicional, sino también para cubrir las lagunas en la cobertura de la póliza tradicional, responder cuando la póliza tradicional no lo haga, proteger a los consejeros y directivos individuales frente a los tribunales de quiebra de EE. UU. que consideren la póliza D&O parte de la masa de la quiebra y, de otro modo, proteger más plenamente los activos personales de los consejeros y directivos individuales.

### Demandas
Los tipos de demandas dependen de la naturaleza de la empresa. Los consejeros y directivos de una empresa pueden ser responsables si perjudican a la empresa incumpliendo su deber legal, mezclan bienes personales y empresariales o no revelan conflictos de intereses. La legislación estatal puede proteger a los consejeros y directivos de la responsabilidad (en particular, las disposiciones exculpatorias de la legislación estatal relativas a los consejeros). Incluso los errores de juicio inocentes de los ejecutivos pueden precipitar reclamaciones.
Los tipos de demandas dependen de la naturaleza de la empresa. En el caso de las empresas que cotizan en bolsa, las reclamaciones se deben principalmente a demandas de los accionistas tras dificultades financieras; según una encuesta de Towers Watson de 2011, el 69% de las empresas que cotizaban en bolsa encuestadas habían sido demandadas por los accionistas en los últimos 10 años, frente al 21% de las empresas privadas encuestadas. Otras reclamaciones proceden de acciones derivadas de los accionistas, acreedores (en particular tras entrar en la zona de insolvencia), clientes, reguladores (incluidos los que presentarían cargos civiles y penales) y competidores (por acusaciones antimonopolio o de prácticas comerciales desleales). En el caso de las organizaciones sin fines de lucro, las demandas suelen estar relacionadas con prácticas laborales y, con menor frecuencia, con reclamaciones reglamentarias u otras reclamaciones fiduciarias. En el caso de las empresas privadas, las demandas suelen proceder de competidores o clientes por prácticas comerciales antimonopolio o engañosas y, según una encuesta realizada a 451 ejecutivos, los pleitos cuestan una media de 308.475 dólares.
Un ámbito relativamente descuidado es el de la responsabilidad personal frente a los no accionistas a la que pueden enfrentarse los administradores por los agravios cometidos como consecuencia de una supervisión negligente.

### Adquisición y aplicación
El seguro D&O suele ser contratado por la propia empresa, incluso cuando es en beneficio exclusivo de los administradores y directivos. Las razones para hacerlo son muchas, pero por lo general ayudaría a una empresa a atraer y retener a los directores. Cuando la legislación de un país impide a la empresa contratar el seguro, se suele dividir la prima entre los administradores y la empresa, para demostrar que los administradores han pagado una parte de la prima. Los problemas relacionados con la responsabilidad en el impuesto sobre la renta pueden entrar en juego cuando una sociedad evita la legislación de responsabilidad específica de un país para proteger a sus consejeros y directivos individuales mediante un seguro.
Si la empresa no revela información sustancial o facilita deliberadamente información inexacta, la aseguradora puede evitar el pago por falsedad. La "cláusula de divisibilidad" de las condiciones de la póliza puede tener por objeto proteger contra esta situación, impidiendo que la mala conducta de un asegurado afecte al seguro de otros asegurados; sin embargo, en determinadas jurisdicciones puede resultar ineficaz.

### Exclusión de actos delictivos
Las pólizas de seguro de D&O no suelen cubrir los actos ilegales intencionados ni los beneficios ilegales; la cobertura sólo se extendería a los "actos ilícitos" definidos en la póliza, que pueden incluir determinados actos, omisiones y declaraciones erróneas mientras se actúa para la organización. Debido a las exclusiones y como cuestión de orden público, no se proporciona cobertura para el fraude criminal.

### Otras exclusiones
Los directores y ex directores pueden demandar a la empresa, sobre todo teniendo en cuenta sus conocimientos internos y su posible gran participación en la organización. Sin embargo, la mayoría de las pólizas de D&O contienen una exclusión de "asegurado contra asegurado" que puede impedir cualquier pago en estas circunstancias. Su objetivo es evitar la colusión, en la que una empresa asegurada podría demandar a un directivo y cobrar el dinero del seguro. Sin embargo, es posible "eximir" esta exclusión para que no se aplique a determinados casos, como las acciones derivadas, los síndicos de quiebras y las acciones de denuncia de irregularidades.
La cobertura puede ser "rescindida" (anulada, esencialmente excluida) en algunos casos, especialmente si hay algún error en la solicitud en cuanto a los detalles financieros. En algunos casos puede contratarse una cobertura no rescindible, que puede evitar esta falta de cobertura. Asimismo, se rechazan las reclamaciones derivadas de un problema que se conocía antes de contratar el seguro. Si se oculta esta información, puede anularse la póliza por no haberse revelado.

## Motivación y controversia
El seguro de administradores y directivos se ofrece para que profesionales competentes puedan ejercer de supervisores de organizaciones sin temor a sufrir pérdidas económicas personales. Normalmente, los directivos no gestionan las operaciones diarias de la organización y, por tanto, no pueden garantizar el éxito de la misma; además, los negocios son intrínsecamente arriesgados. Por ello, la regla del criterio de negocios se ha desarrollado para proteger a los directores en la mayoría de los casos.
Sin embargo, asegurar la negligencia en la supervisión de las organizaciones, o los actos ilícitos y la tergiversación en los estados financieros es controvertido debido a su efecto sobre la rendición de cuentas, también conocido como el problema del riesgo moral. En Estados Unidos, los consejos de administración de las empresas tienen un "deber de diligencia", pero si no existen consecuencias financieras personales por violar ese deber de diligencia, es posible que los consejos no actúen con la diligencia debida. En el famoso caso de Smith contra Van Gorkom (1985), el Tribunal Supremo de Delaware declaró que un consejo había incurrido en negligencia grave y, por tanto, era responsable. La decisión provocó una reacción violenta y un cambio de estatuto en Delaware que permitía a una sociedad modificar sus estatutos para eliminar la responsabilidad personal de los administradores por incumplimiento del deber de diligencia; en todos los estados se ha aprobado una versión de este estatuto, y la mayoría de las grandes sociedades cuentan con una "cláusula exculpatoria" de este tipo.
En algunos casos, los expertos proponen que se aumente el riesgo de responsabilidad personal de los directivos de las empresas.

### Estudios empíricos
Según un estudio empírico, el aumento de los seguros de D&O se asocia a una reducción de los beneficios de las fusiones y adquisiciones para los accionistas.

### Función de control
Dado que, en última instancia, las compañías de seguros asumen los costes de una gestión negligente, en teoría, las compañías de seguros pueden imponer mejores prácticas de gestión y reducir el riesgo moral. Sin embargo, la investigación empírica no ha revelado que las compañías de seguros lleven a cabo una supervisión eficaz de la gestión.

### Berkshire Hathaway
Berkshire Hathaway, el holding dirigido por Warren Buffett, no contrata seguros D&O para sus directores, a diferencia de la mayoría de empresas similares. Warren Buffett considera que los directores deben hacer frente a las consecuencias de sus errores del mismo modo que los demás accionistas. No obstante, cabe destacar que esta afirmación pasa por alto la estructura de holding de Berkshire Hathaway, los acuerdos auxiliares de indemnización con Buffett y que las empresas operativas individuales aún pueden contratar dicho seguro.

### Tamaño del mercado y vendedores
En Estados Unidos, el total de primas directas suscritas ascendió a unos 2 900 millones de dólares entre 2013 y 2014, con Axa XL como líder del mercado, con una cuota del 15 %, según los analistas de Fitch Ratings.
Los líderes en la provisión de seguros de responsabilidad civil de administradores y directivos incluyen a Axa XL, AIG, Chubb Limited, Tokio Marine HCC, The Travelers Companies, CNA Financial, Berkshire Hathaway y Sompo Group a través de Sompo Japan Nipponkoa Insurance, entre muchos otros.
En el Reino Unido, la mayoría de los contratos son facilitados en nombre de los asegurados por corredores intermediarios.

## Lectura adicional
- Bandle, L'assurance D&O (con resumen en inglés y alemán), Lausana, 1999.
- Mannsdorfer, Die sonstigen, uebrigen oder allgemeinen Bestimmungen in der D&O-Versicherung (con resumen en alemán y francés), HAVE 3/2010, 222-247

- Datos: Q1151223